# جون ميلر (لاعب كرة قدم أمريكية)
جون ميلر (بالإنجليزية: John Miller)‏ هو لاعب كرة قدم أمريكية أمريكي، ولد في 1 فبراير 1934 في لوويل في الولايات المتحدة، وتوفي في 27 مايو 2015 في رفير في الولايات المتحدة.